# ASP World Tour
L'ASP World Tour è il principale campionato mondiale professionistico di surf, organizzato dalla Association of Surfing Professionals (ASP), al quale partecipano gli atleti che sono considerati i migliori. Si tiene con frequenza annuale con tappe in giro per il mondo, al termine delle quali viene stilata una classifica a punteggio, tenendo conto delle vittorie e dei piazzamenti conquistati da ogni singolo atleta. Per l'accesso al world tour è necessario conquistare posizioni rilevanti in altri campionati minori, o scalare la classifica mondiale con graduatorie simili alle classifiche individuali di tennis, che tengono conto dei risultati ottenuti durante la stagione. L'atleta che più volte ha conquistato il titolo è Kelly Slater, che nel 2011 ha vinto il suo 11º campionato individuale, con ben due gare in anticipo sul calendario.

## Albo d'oro ASP world tour
| Anno           | Titolo maschile   | Paese       | Titolo femminile  | Paese         |
| ISF tour       | ISF tour          | ISF tour    | ISF tour          | ISF tour      |
| -------------- | ----------------- | ----------- | ----------------- | ------------- |
| 1964           | Midget Farrelly   | Australia   | Phyllis O'Donnell | Australia     |
| 1965           | Felipe Pomar      | Perù        | non disputato     | non disputato |
| 1966           | Nat Young         | Australia   | non disputato     | non disputato |
| 1968           | Fred Hemmings     | Stati Uniti | non disputato     | non disputato |
| 1970           | Rolf Aurness      | Stati Uniti | Sharon Webber     | Stati Uniti   |
| 1972           | James Blears      | Stati Uniti | non disputato     | non disputato |
| ISA tour       |                   |             |                   |               |
| 1976           | Peter Townend     | Australia   | non disputato     | non disputato |
| 1977           | Shaun Tomson      | Sudafrica   | Margo Oberg       | Stati Uniti   |
| 1978           | Wayne Bartholomew | Australia   | Lynn Boyer        | Stati Uniti   |
| 1979           | Mark Richards     | Australia   | Lynne Boyer       | Stati Uniti   |
| 1980           | Mark Richards     | Australia   | Margo Oberg       | Stati Uniti   |
| 1981           | Mark Richards     | Australia   | Margo Oberg       | Stati Uniti   |
| 1982           | Mark Richards     | Australia   | Debbie Beacham    | Stati Uniti   |
| ASP World Tour |                   |             |                   |               |
| 1983           | Tom Carroll       | Australia   | Kim Mearig        | Stati Uniti   |
| 1984           | Tom Carroll       | Australia   | Freida Zamba      | Stati Uniti   |
| 1985           | Tom Curren        | Stati Uniti | Freida Zamba      | Stati Uniti   |
| 1986           | Tom Curren        | Stati Uniti | Freida Zamba      | Stati Uniti   |
| 1987           | Damien Hardman    | Australia   | Wendy Botha       | Australia     |
| 1988           | Barton Lynch      | Australia   | Freida Zamba      | Stati Uniti   |
| 1989           | Martin Potter     | Regno Unito | Wendy Botha       | Australia     |
| 1990           | Tom Curren        | Stati Uniti | Pam Burridge      | Australia     |
| 1991           | Damien Hardman    | Australia   | Wendy Botha       | Australia     |
| 1992           | Kelly Slater      | Stati Uniti | Wendy Botha       | Australia     |
| 1993           | Derek Ho          | Stati Uniti | Pauline Menczer   | Australia     |
| 1994           | Kelly Slater      | Stati Uniti | Lisa Anderson     | Stati Uniti   |
| 1995           | Kelly Slater      | Stati Uniti | Lisa Andersen     | Stati Uniti   |
| 1996           | Kelly Slater      | Stati Uniti | Lisa Andersen     | Stati Uniti   |
| 1997           | Kelly Slater      | Stati Uniti | Lisa Andersen     | Stati Uniti   |
| 1998           | Kelly Slater      | Stati Uniti | Layne Beachley    | Australia     |
| 1999           | Mark Occhilupo    | Australia   | Layne Beachley    | Australia     |
| 2000           | Sunny Garcia      | Stati Uniti | Layne Beachley    | Australia     |
| 2001           | C. J. Hobgood     | Stati Uniti | Layne Beachley    | Australia     |
| 2002           | Andy Irons        | Stati Uniti | Layne Beachley    | Australia     |
| 2003           | Andy Irons        | Stati Uniti | Layne Beachley    | Australia     |
| 2004           | Andy Irons        | Stati Uniti | Sofía Mulánovich  | Perù          |
| 2005           | Kelly Slater      | Stati Uniti | Chelsea Georgeson | Australia     |
| 2006           | Kelly Slater      | Stati Uniti | Layne Beachley    | Australia     |
| 2007           | Mick Fanning      | Australia   | Stephanie Gilmore | Australia     |
| 2008           | Kelly Slater      | Stati Uniti | Stephanie Gilmore | Australia     |
| 2009           | Mick Fanning      | Australia   | Stephanie Gilmore | Australia     |
| 2010           | Kelly Slater      | Stati Uniti | Stephanie Gilmore | Australia     |
| 2011           | Kelly Slater      | Stati Uniti | Carissa Moore     | Stati Uniti   |
| 2012           | Joel Parkinson    | Australia   | Stephanie Gilmore | Australia     |
| 2013           | Mick Fanning      | Australia   | Carissa Moore     | Stati Uniti   |
| 2014           | Gabriel Medina    | Brasile     | Stephanie Gilmore | Australia     |
| 2015           | Adriano de Souza  | Brasile     | Carissa Moore     | Stati Uniti   |